# Dai Nihon Shiryō
El Dai Nihon Shiryō (大日本史料?) es una colección de documentos históricos clasificados cronológicamente y que van desde el siglo IX hasta el siglo XVII, publicados por la Universidad de Tokio en 1901, y que todavía está publicándose. Se compone de 343 volúmenes, con un índice en 17 volúmenes publicado entre 1923 y 1963.